# 201 (South Park)
201 is de zesde aflevering van het veertiende seizoen van de geanimeerde televisieserie South Park, en de 201e aflevering van de hele serie. Deze werd voor het eerst uitgezonden in de Verenigde Staten op 21 april 2010 op Comedy Central.

## Plot
De aflevering begint met Cartman en zijn alter ego Mitch Connor, die hem in een flashback meeneemt naar 1972, toen Connor werd teruggeroepen uit de Vietnamoorlog. Terug in het heden weigert Mr. Garrison om de ware identiteit van Cartmans vader te onthullen en stuurt hij hem naar Dr. Mephisto. Intussen onderhandelen de Ginger Separatist Movement en de inwoners van South Park over de uitlevering van Mohammed, wanneer Mecha-Streisand plots begint aan te vallen. In het tumult wordt Mohammed door Stan, Kyle en Kenny meegenomen naar Dr. Mephisto's laboratorium. De Ginger Separatist Movement komt hen al snel op het spoor en zowel Mohammed als Cartman worden gevangengenomen.
De Super Best Friends worden door de inwoners van South Park te hulp geroepen. Wanneer hun krachten onvoldoende blijken om Mecha-Streisand te verslaan. Ze slagen er uiteindelijk wel in haar te doen bedaren, door Krishna de vorm van Neil Diamond te doen aannemen en haar de kans te geven met hem een duet te zingen. De Ginger Separatist Movement neemt contact op met de beroemdheden en biedt hen Mohammed aan, maar al snel komen de Super Best Friends hun vriend Mohammed bevrijden.
Cartman wordt ondertussen naar het hoofdkwartier van de Ginger Separatist Movement gebracht, waar hij oog in oog komt te staan met Scott Tenorman, hoofd van de organisatie. Scott heeft het hele gebouw ingericht volgens het "Chili Con-Carnival" waar Cartman indertijd wraak op hem nam door hem zijn eigen ouders te doen opeten. Scott vertelt Cartman dat ze dezelfde vader hebben, de voormalige Denver Broncos-speler Jack Tenorman. Dit wil dus zeggen dat door zijn wraakactie tegen Scott, Cartman zijn eigen vader heeft vermoord en hem heeft gevoerd aan zijn halfbroer. Het gevecht tussen de Super Best Friends, de beroemdheden en de Ginger Separatist Movement woedt verder tot in het hoofdkwartier van de Gingers en in het tumult weet Scott te ontsnappen. 
Als de strijd voorbij is, begint men South Park weer op te bouwen, nadat het voor een tweede maal verwoest werd door Mecha-Streisand. Stan, Kyle en Kenny treffen Cartman wenend aan - niet omdat hij erachter is gekomen dat hij zijn vader heeft vermoord, maar omdat hij een "half-ginger" is. Mitch Connor herinnert Cartman eraan dat hij eigenlijk ook een "half-Bronco" is, wat hem in feite een stoere kerel maakt. Hierna vertrekt Connor. De jongens zien ook Tom Cruise huilen, omdat hij maar geen plaats lijkt te vinden waar hij rustig kan leven zonder dat er met hem gespot wordt. Stan en Kyle beloven hem naar zo'n plaats te brengen. De aflevering eindigt met een shot van Cruise' lijk op het maanoppervlak, naast het lijk van orka "Willzyx".